# Mecamor (wieś)
Mecamor – wieś w Armenii, w prowincji Armawir. W 2011 roku liczyła 1322 mieszkańców.